# شقطس
الشقطس (الاسم العلمي: Chactas) هو جنس من العنكبوتيات يتبع الفصيلة الشقطسية من رتبة العقارب.

## من أنواع الشقطس
- شقطس اعتدالي (الاسم العلمي:Chactas aequinoctialis)
- شقطس برازيلي (الاسم العلمي:Chactas braziliensis)
- شقطس ذهبي الساق (الاسم العلمي:Chactas chrysopus)
- شقطس شبكي (الاسم العلمي:Chactas reticulatus)
- شقطس صدئي (الاسم العلمي:Chactas ferruginosus)
- شقطس قصير الذنب (الاسم العلمي:Chactas brevicaudatus)
- شقطس كبير (الاسم العلمي:Chactas major)
- شقطس مبرغل (الاسم العلمي:Chactas granulosus)
- شقطس منفي (الاسم العلمي:Chactas exsul)
- شقطس هلبي (الاسم العلمي:Chactas setosus)